# Thecla punctum
Thecla punctum är en fjärilsart som beskrevs av Herrich-Schäffer 1852. Thecla punctum ingår i släktet Thecla och familjen juvelvingar. Inga underarter finns listade i Catalogue of Life.